# Amaurobius paon
Amaurobius paon är en spindelart som beskrevs av Thaler och Knoflach 1993. Amaurobius paon ingår i släktet Amaurobius och familjen mörkerspindlar.
Artens utbredningsområde är Grekland. Inga underarter finns listade i Catalogue of Life.